# Iván Leguizamón
Iván Ezequiel Leguizamón (* 3. Juli 2002 in Asunción) ist ein paraguayisch-argentinischer Fußballspieler.

## Karriere

### Verein
Von der U19 von CA San Lorenzo de Almagro kommend, ging er zur Saison 2021/22 in den Kader der zweiten Mannschaft über. Von dort stieg er Anfang 2022 in den der ersten Mannschaft auf. Sein Liga-Debüt hatte er dann am 14. Juni 2022 bei einem 3:3 gegen Arsenal FC, wo er selbst auch ein Tor so wie auch eine Vorlage erzielte. Im nächsten Jahr folgten dann auch seine ersten Einsätze in der Copa Sudamericana.

### Nationalmannschaft
Im Dezember 2023 wurde er erstmals für die paraguayische U23 für die Vorbereitung vor dem Qualifikationsturnier für Olympia nominiert. Dort kam er auch zwei Mal zum Einsatz. Bei dem Turnier selbst stand er dann in sechs von sieben Partien auf dem Platz und erzielte auch ein Tor. Am Ende landete er mit seinem Team hier auf dem ersten Platz der Endgruppe und qualifizierte sich so für die Spiele in Paris.

#### A-Nationalmannschaft
Sein Debüt im Trikot der A-Nationalmannschaft von Paraguay hatte er am 21. November 2023 bei einer 0:1-Niederlage gegen Kolumbien, bei der Qualifikation für die Weltmeisterschaft 2026. Hier wurde er zur zweiten Halbzeit für Antonio Sanabria eingewechselt.